# 李迺
李迺（?—?），唐朝皇子，是唐代宗李豫第九子。他的生母不详。
生年不详，从异母兄李迥生年推断，当在750年之后。李迺被父亲唐代宗封为益王。关于他的封年，《新唐书》认为是大历十四年（779年），《资治通鉴》认为是大历十四年（779年）六月初七，《旧唐书 列传第六十六》误作是大历四年（769年）。李迺去世年份不详。  

## 延伸阅读
[在维基数据编辑]
 《舊唐書·卷116》，出自刘昫《舊唐書》